# حديقة مانجروف الوطنية
تُعد حديقة مانجروف الوطنية منطقة محمية في أراضي رامسار الرطبة في جمهورية الكونغو الديمقراطية، وهي الحديقة المائية الوحيدة في الدولة وتُعرف بغابات المانجروف. توفر الحديقة حماية لخرفان البحر المهددة بالانقراض في منبع نهر الكونغو. تختلف غابات المانجروف هذه عن الغابات الموجودة في جنوب آسيا، حيث أنهم يشكلون نوعًا منفصلًا من غابات المانجروف النموذجية لجمهورية الكونغو. تأسست الحديقة في عام 1992.

## جغرافية المنطقة
مساحة الحديقة هي 768 كم مربع، وهي أصغر منطقة محمية في جمهورية الكونغو.

## النباتات والحيوانات
إضافة إلى خرفان البحر، توفر الحديقة حماية لفرس النهر والتماسيح والثعابين والقردة الجنوبية وظبي الشجيرات.